# شنبة
شنبة هي مدينة إيرانية وهي مركز بلدة شنبه و طسوج التابع لمقاطعة دشتي من محافظة بوشهر في جنوب إيران، كان عدد سكانها سنة 2004 حوالي 2414 نسمة.